# Eial Strahman
Eial Strahman (Córdoba, 21 giugno 1989) è un ex calciatore argentino con cittadinanza israeliana, di ruolo attaccante.

## Carriera
Ha giocato nella massima serie dei campionati ecuadoriano, argentino ed israeliano, e nella seconda divisione argentina e spagnola.

## Statistiche

### Presenze e reti nei club
Statistiche aggiornate al 19 giugno 2021.
| Stagione            | Squadra                 | Campionato          | Campionato | Campionato | Coppe nazionali | Coppe nazionali | Coppe nazionali | Coppe continentali | Coppe continentali | Coppe continentali | Altre coppe | Altre coppe | Altre coppe | Totale | Totale |
| Stagione            | Squadra                 | Comp                | Pres       | Reti       | Comp            | Pres            | Reti            | Comp               | Pres               | Reti               | Comp        | Pres        | Reti        | Pres   | Reti   |
| ------------------- | ----------------------- | ------------------- | ---------- | ---------- | --------------- | --------------- | --------------- | ------------------ | ------------------ | ------------------ | ----------- | ----------- | ----------- | ------ | ------ |
| gen.-lug. 2010      | Instituto (C)           | PBN                 | 8          | 0          |                 | -               | -               |                    | -                  | -                  |             | -           | -           | 8      | 0      |
| 2011                | Emelec                  | PD                  | 11         | 1          |                 | -               | -               | CL                 | 4                  | 0                  |             | -           | -           | 15     | 1      |
| 2011-2012           | Ferro Carril Oeste      | PBN                 | 4          | 0          |                 | -               | -               |                    | -                  | -                  |             | -           | -           | 4      | 0      |
| 2012-2013           | Leones Negros UdeG      | LAM                 | 23         | 12         | CM              | 1               | 0               |                    | -                  | -                  |             | -           | -           | 24     | 12     |
| 2013-gen. 2014      | Córdoba                 | SD                  | 9          | 1          | CR              | 1               | 0               |                    | -                  | -                  |             | -           | -           | 10     | 1      |
| gen.-lug. 2014      | CF Mérida               | LAM                 | 10         | 2          | CM              | 4               | 5               |                    | -                  | -                  |             | -           | -           | 14     | 7      |
| 2014-2015           | CF Mérida               | LAM                 | 10         | 1          | CM              | 2               | 0               |                    | -                  | -                  |             | -           | -           | 12     | 1      |
| Totale CF Mérida    | Totale CF Mérida        | Totale CF Mérida    | 20         | 3          |                 | 6               | 5               |                    | -                  | -                  |             | -           | -           | 26     | 8      |
| 2015                | Talleres (C)            | TFA                 | 30         | 14         | CA              | 3               | 0               |                    | -                  | -                  |             | -           | -           | 34     | 14     |
| 2016                | Talleres (C)            | PBN                 | 20         | 5          |                 | -               | -               |                    | -                  | -                  |             | -           | -           | 20     | 5      |
| 2016-feb. 2017      | Talleres (C)            | PD                  | 4          | 0          |                 | -               | -               |                    | -                  | -                  |             | -           | -           | 4      | 0      |
| Totale Talleres (C) | Totale Talleres (C)     | Totale Talleres (C) | 54         | 19         |                 | 3               | 0               |                    | -                  | -                  |             | -           | -           | 57     | 19     |
| feb.-lug. 2017      | Olimpo                  | PD                  | 10         | 0          |                 | -               | -               |                    | -                  | -                  |             | -           | -           | 10     | 0      |
| 2017-2018           | Independiente Rivadavia | PBN                 | 20         | 1          |                 | -               | -               |                    | -                  | -                  |             | -           | -           | 20     | 1      |
| 2018-2019           | Almagro                 | PBN                 | 2          | 1          |                 | -               | -               |                    | -                  | -                  |             | -           | -           | 2      | 1      |
| 2019-feb. 2020      | Almagro                 | PBN                 | 3          | 0          |                 | -               | -               |                    | -                  | -                  |             | -           | -           | 3      | 0      |
| Totale Almagro      | Totale Almagro          | Totale Almagro      | 5          | 1          |                 | -               | -               |                    | -                  | -                  |             | -           | -           | 5      | 1      |
| feb.-mag. 2020      | Sektzia Ness Ziona      | LhA                 | 7          | 1          |                 | -               | -               |                    | -                  | -                  |             | -           | -           | 7      | 1      |
| 2020-2021           | Hapoel Bik'at HaYarden  | LA                  | ?          | ?          | CI              | 1               | 0               |                    | -                  | -                  |             | -           | -           | 1      | 0      |
| Totale carriera     | Totale carriera         | Totale carriera     | 171        | 39         |                 | 12              | 5               |                    | 4                  | 0                  |             | -           | -           | 187    | 44     |

## Palmarès

### Club

#### Competizioni nazionali
- Primera B Nacional: 1

Talleres (C): 2016